# Arthur Nash
Arthur Lawrence "Jakie" Nash, född 5 september 1914 i Thunder Bay i Ontario, död 18 januari 2000 i Thunder Bay, var en kanadensisk ishockeyspelare.
Nash blev olympisk silvermedaljör i ishockey vid vinterspelen 1936 i Garmisch-Partenkirchen.